# Андел, Карел
Ка́рел А́ндел (чеш. Karel Anděl, 1884—1947) — чехословацкий астроном и селенограф, в 1917 году был одним из основателей Чешского астрономического общества. Важнейшая его работа — карта Луны (1924).
В его честь названы кратер на Луне и астероид № 22465 Karelanděl.

## Публикации
- Mappa Selenographica, 1926, Praha.